# Roberto Punčec
Roberto Punčec (Varaždin, 27. listopada 1991.) je hrvatski nogometaš. Trenutačno igra za Šibenik.  

## Klupska karijera
Igrao je u varaždinskome Varteksu od 2008. do 2011. godine. Prvu utakmicu za Varteks u Prvoj HNL odigrao je protiv splitskoga Hajduka. Nakon što mu NK Varaždin nije isplatio plaće, išao je na arbitražu u HNS i dobio raskid ugovora, te je 31. kolovoza 2011. godine prešao u izraelski Maccabi iz Tel Aviva s kojim je potpisao ugovor na dvije godine. U Maccabiju je kratko ostao te je već srpnja 2012. godine poslan na posudbu u njemački nogometni klub Union iz Berlina.

## Reprezentativna karijera
Nastupio je za mlade kategorije hrvatske nogometne reprezentacije: do 14, do 16, do 17, do 18, do 19, do 20 i do 21. Za hrvatsku seniorsku nogometnu reprezentaciju još nije nastupio. 

## Vanjske poveznice
- Profil na Transfermarktu
- Profil na Soccerwayu